# 색차 (색 공간)
색차(color difference, 컬러 디퍼런스) 또는 컬러 디스턴스(color distance)는 색상 과학에서 두 색 사이의 분리이다. 이 메트릭을 사용하면 이전에는 형용적으로만 설명할 수 있었던 개념을 정량적으로 조사할 수 있다. 이러한 특성을 정량화하는 것은 색상이 중요한 작업을 하는 사람들에게 매우 중요하다. 일반적인 정의는 장치 독립적인 색 공간에서 유클리드 거리를 활용한다.

## 같이 보기
- CIELAB 색 공간